# 纤毛柳叶箬
纤毛柳叶箬（学名：Isachne ciliatiflora）为禾本科柳叶箬属下的一个种。

## 扩展阅读
- 維基物種上的相關：纤毛柳叶箬